# Canto do Rio Foot-Ball Club
El Canto do Rio Foot-Ball Club és un club de futbol brasiler de la ciutat de Niterói.

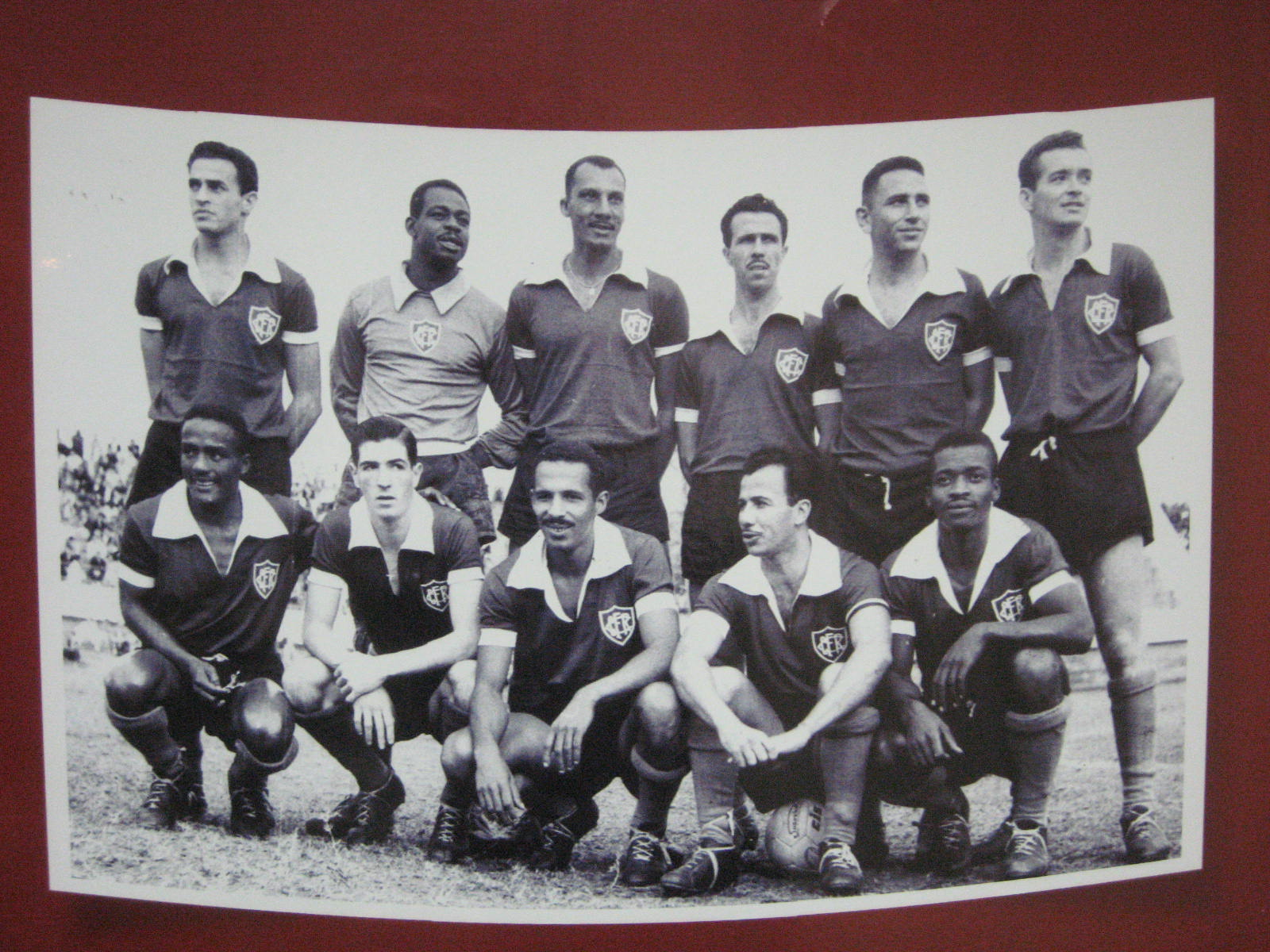
Equip als anys 1950s.

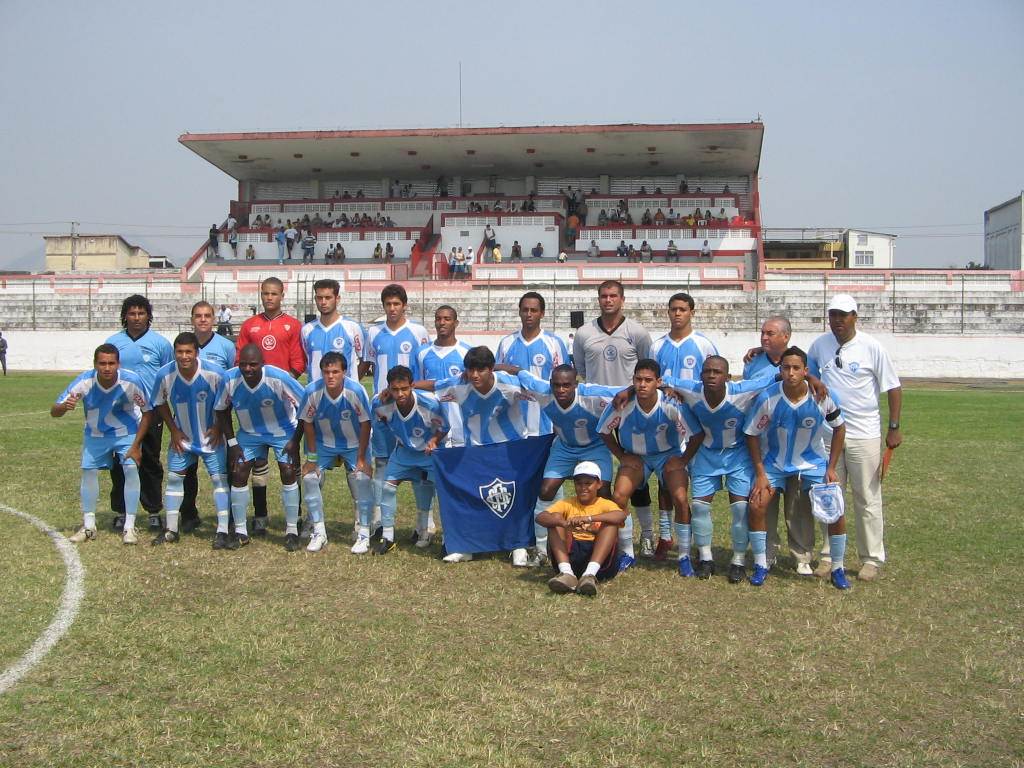
Equip el 2007.

El club va ser fundat el 14 de novembre de 1913.

## Futbolistes destacats
- Canalli
- Danilo
- Ely
- Gérson
- Manoelzinho
- Perácio
- Vinícius Júnior

## Palmarès
- Campeonato Fluminense de Futebol:
  - 1933